# Шаховский, Дмитрий Иванович
Дмитрий Иванович Шаховский (Шаховско́й; 1866 — после 1917) — подпоручик, земский начальник, депутат IV Государственной Думы от Пермской губернии (1912—1917).

## Биография
Родился 1 июня 1866 года[по какому календарю?] в Смоленской губернии в дворянской семье. Окончил Вяземскую гимназию. В 1887 году он поступил на военную службу вольноопределяющимся. Окончил Виленское пехотное юнкерское училище в 1891 году.
Прослужив год офицером, Дмитрий вышел в запас в чине подпоручика. С 1893 года он служил земским начальником Камышловского уезда Пермской губернии. Председатель Соликамского уездного съезда земских начальников с 1904 (или 1907) по 1912 годы.
В 1906—1907 годах Шаховский был командирован в Саратовскую губернию по продовольственному делу. Почётный мировой судья Соликамского и Оханского уездов Пермской губернии. Землевладелец: 400 десятин в Оханском уезде.
Шаховский постоянно проживал в Соликамске. Он был представителем от Министерства внутренних дел в Соликамском уездном училищном совете. Участвовал в наделении землёй мастеровых частных и казённых заводов.

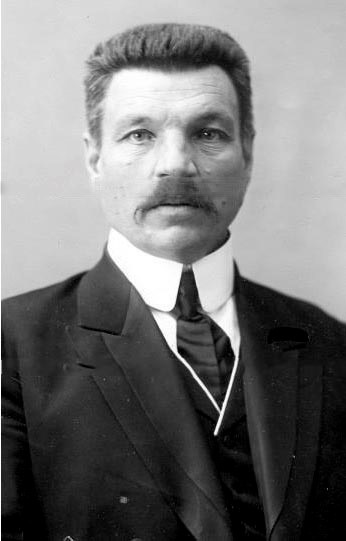
Д. И. Шаховский (1912)

20 октября 1912 года, на губернском избирательном собрании, статский советник Дмитрий Шаховский был выборщиком от съезда землевладельцев Оханского уезда. Стать депутатом IV Думы Российской империи от общего состава выборщиков Пермского губернского избирательного собрания ему помогла случайность: по результатам голосования он получил 56 голосов «за» и 55 — «против»; один выборщик из рабочих на время вышел из зала, где проводилось выборы; его шар оказался неиспользованным, хотя этот рабочий предполагал голосовать против Шаховского.
В Думе Шаховский вошёл во фракцию русских националистов и умеренно-правых, а после её раскола — примкнул к националистам-прогрессистам (с августа 1915 года). Он работал в составе целого ряда думских комиссий: финансовой, переселенческой, земельной, продовольственной, об изменении общего устава о пенсиях и единовременных пособиях, распорядительной, бюджетной и о мерах к прекращению ненормального вздорожания предметов первой необходимости.
Дмитрий Иванович являлся докладчиком трёх думских комиссий: по проекту государственной росписи доходов и расходов, финансовой и согласительной. Он также состоял членом Прогрессивного блока и — по некоторым сведениям — даже входил в состав его бюро.
В годы Первой мировой войны Шаховский также был избран членом Особого совещания по продовольственному делу («Особое совещание для обсуждения и объединения мероприятий по продовольственному делу»). В 1915 году он участвовал в заседании Особого совещания для обсуждения и объединения мероприятий по обороне государства как приглашенное лицо.
Шаховский шесть раз выступал докладчиком различных комиссий, но в думских прениях ни разу участия не принял. Единственный раз позволил себе прервать оратора возгласом с места.
В 1917 году, после Февральской революции, Шаховский выполнял поручения Временного комитета Государственной думы (ВКГД): с 13 марта он состоял членом Распорядительного комитета. По поручению Временного правительства он также участвовал в Рязанском губернском съезде представителей общественных организаций (8—12 апреля). 16 июня на заседании ВКГД он избрался членом-заместителем в Общегосударственный продовольственный комитет.
Судьба Дмитрия Ивановича Шаховского после 1917 года не прослежена.
В 1907 году был холост.

## Рекомендуемая литература
- РГИА [Российский государственный исторический архив]. Фонд 1278. Опись 9. Дело 879; Опись 10. Дело 7, 14.